# Dương Tái Hưng
Dương Tái Hưng (chữ Hán: 杨再兴) (1104 - 1140) là một viên tướng thời Nam Tống, thuộc hạ của Nhạc Phi.

## Xuất thân
Dương Tái Hưng sinh năm 1104, là người gốc Hồ Nam. Tổ tiên về sau di cư sống tại huyện Thang Âm, Tương Châu (nay là tỉnh Hà Nam, thành phố An Dương, huyện Thang Âm). Thời trẻ theo dưới trướng Vinh Châu Đoàn luyện sứ, tri châu Dĩnh Châu Tào Thành.
Tháng 11 năm Thiệu Hưng thứ nhất (1131) thời Tống Cao Tông, triều đình hạ lệnh Tào Thành vốn phản phục bất định suất bộ tiến về Lâm An, mà Tào Thành cự không theo lệnh . Tháng giêng năm Thiệu Hưng thứ hai (1132), triều đình phong Thân vệ đại phu, Kiến Châu Quan Sát Sứ, Thần Võ Phó quân Đô thống chế Nhạc Phi nhậm quyền tri châu Đàm Châu, quyền Kinh Hồ Đông lộ An Phủ sứ, Mã bộ quân Đô tổng quản  trấn áp Tào Thành. Dương Tái Hưng đem người tập kích doanh trại, chém thương tướng thứ năm của Nhạc Phi là Hàn Thuận Phu, Phu bị thương nặng mà chết. Sau đó, Dương Tái Hưng lại kịch chiến với Tiền quân thống chế Trương Hiến và Hậu quân thống chế Vương Kinh của Nhạc Phi, giết tướng của Nhạc Phi là Hàn Thuận Phu, lại giết chết em Nhạc Phi là Nhạc Phiên (trong Nhạc Phi diễn nghĩa thì em của Nhạc Phi bị Dương Tái Hưng giết có tên là Nhạc Tường). Về sau Tào Thành thua trận, Dương Tái Hưng bị Trương Hiến bắt sống, cúi đầu xin hàng . Nhạc Phi bất kể mối thù giết em, thả Dương Tái Hưng, lưu dụng làm tướng.
Theo Nhạc Phi diễn nghĩa thì Dương Tái Hưng vốn là hậu duệ của Dương Nghiệp (dòng dõi Dương gia tướng) và được thừa hưởng Dương gia thương pháp từ đây. Dương Tái Hưng sở hữu hai vũ khí lừng danh là Thần Bích Cung và một cây trường thương có nguồn gốc đầu đời Bắc Tống.
Cha mất sớm, từ nhỏ Dương Tái Hưng sống bằng nghề săn bắn, nổi tiếng với tài bắn cung và thương pháp tinh xảo. Vì bất mãn triều đình hủ bại, nên Dương Tái Hưng tụ tập lâu la, làm thảo khấu ở Sơn Đông Cửu Long sơn. Được Nhạc Phi dẫn binh thảo phạt, Dương Tái Hưng đã quy thuận và trở thành tướng lĩnh dưới trướng Nhạc Phi.

## Chiến công và cái chết

### Bình định Cát, Kiền
Tháng Hai năm Thiệu Hưng thứ ba (1133), triều đình lệnh cho Nhạc Phi bình định bọn Bành Hữu, Lý Mãn (đang chiếm cứ Cát Châu), và Trần Ngung, La Nhàn (đang chiếm cứ Kiền Châu), tổng cộng mười tên. Tháng Tư năm đó, Nhạc Phi dẫn quân tới Cát Châu, phái thống lĩnh Vương Quý, Trương Hiến tiến binh, bắt sống Bành Hữu, Lý Mãn bọn người. Nhạc Phi thừa thắng tiến công Kiền Châu, chia binh tiến đánh mấy trăm tòa sơn trại phản quân, các nơi sơn trại liên tiếp thất thủ . Tháng chín năm đó, phó tướng, Thừa tiết lang Dương Tái Hưng có công bình định Cát, Kiền, nhận chiếu thư khen thưởng .

### Lập công trong chiến dịch Bắc phạt
Tháng 7 năm Thiệu Hưng thứ sáu (1136), Nhạc Phi được phong Kiểm giáo thiếu bảo, Vũ Thắng Định quốc quân Tiết Độ sứ, Hồ Bắc Kinh Tây lộ Tuyên phủ phó sứ, kiêm Doanh điền sứ suất quân bắc phạt Ngụy Tề, Dương Tái Hưng suất bộ thu phục Tây Kinh huyện Trường Thủy , giết địch hơn năm trăm người, bắt giữ hơn trăm người, đoạt lương hơn hai vạn thạch, đoạt ngựa vạn thớt, lại đốt lương thảo ở Thái châu .

### Cái chết
Tháng 5 năm Thiệu Hưng thứ mười (1140), Thái Bảo, Đô nguyên soái, lĩnh hành đài thượng thư tỉnh sự nhà Kim là Hoàn Nhan Tông Bật (còn gọi là Ngột Truật) xé bỏ đàm phán hoà bình, chia binh xâm nhập phía nam. Tháng 6 năm đó, Nhạc Phi không nghe chiếu, xuất quân. Tháng 7 năm đó, Ngột Truật biết được Nhạc Phi đóng quân Yển Thành, tự mình dẫn một vạn năm ngàn kỵ đến quyết chiến. Dương Tái Hưng trong chiến đấu ý đồ bắt sống Ngột Truật, một ngựa xông trận, bị quân Kim trùng điệp vây quanh, lực chiến chém giết mấy trăm người, phá vây mà ra . Sau cuộc chiến Yển Thành, Ngột Truật đồn trú Lâm Dĩnh, ý đồ tiếp tục cùng Nhạc Phi quyết chiến. Dương Tái Hưng suất 300 khinh kỵ đến cầu Tiểu Thương trinh sát, bị quân Kim chủ lực vây quanh, Dương Tái Hưng cùng các binh sĩ và hai con trai dốc sức chiến đấu, tiêu diệt được hơn 2.000 lính Kim, riêng ông được cho là đích thân tiêu diệt được hơn 50 người, trong đó có nhiều tướng Kim. Sau do quân Kim quá đông, tập trung bắn tên vào ông. Khi bị trúng tên, ông bình thản dùng chủy thủ cắt bỏ phần tên ở ngoài và tiếp tục chiến đấu. Ông cùng các binh sĩ tìm cách phá vòng vây, về đến Hà Trung thì chiến mã kiệt sức, không thể thoát vây, ông cùng 300 binh sĩ tuẫn tiết. Quân Kim bắt được thi thể ông liền đem thiêu, tương truyền là thu được hơn 2 đấu đầu mũi tên sắt trong thi thể. Triều đình truy tặng "thất quan".
Phần tro được chôn cất tại Đại Quyên động (nay thuộc huyện Lâm Dĩnh). Người đời ngưỡng mộ sự can đảm và tấm lòng trung nghĩa của ông, nên gọi mộ phần của ông là "Trung mộ".
Vài ngày sau, Nhạc Phi cùng bộ tướng đánh tới Chu Tiên Trấn, tìm lại được mộ phần của Tái Hưng. Nhạc Phi đã khóc nức nở trước cái chết của Tái Hưng.
Dương Tái Hưng chiến đấu anh dũng, nhưng về sau chủ tướng Nhạc Phi bị cáo buộc tội tạo phản nhà Tống, các tướng dưới trướng cũng bị liên lụy, nên bao nhiêu công trạng của Dương Tái Hưng rơi vào quên lãng hết, nay chỉ còn đền thờ dân gian tại Hàng Châu. Con cái của Tái Hưng sau này cũng không rõ tông tích.

## Hình tượng văn học
Trong Xạ điêu anh hùng truyện của Kim Dung, Dương Tái Hưng được nhắc đến với vai trò là ông tổ của Dương Thiết Tâm (cha của Dương Khang). Trong trận đại chiến ở cầu Tiểu Thương, Dương Tái Hưng cùng 300 quân Tống đã tử chiến với hơn 4 vạn quân Kim. Trong trận này ông đâm chết Vạn hộ trưởng Tán Bát Bột Đổng và nhiều Thiên hộ trưởng, Bá hộ trưởng. Sau vì ngựa sa lầy nên mới kiệt sức mà chết.
Trong Tiếu ngạo giang hồ cũng có đoạn thầy trò Nhạc Bất Quần đi thăm đền thờ Dương Tái Hưng.